# Batalion ON „Jarosław”

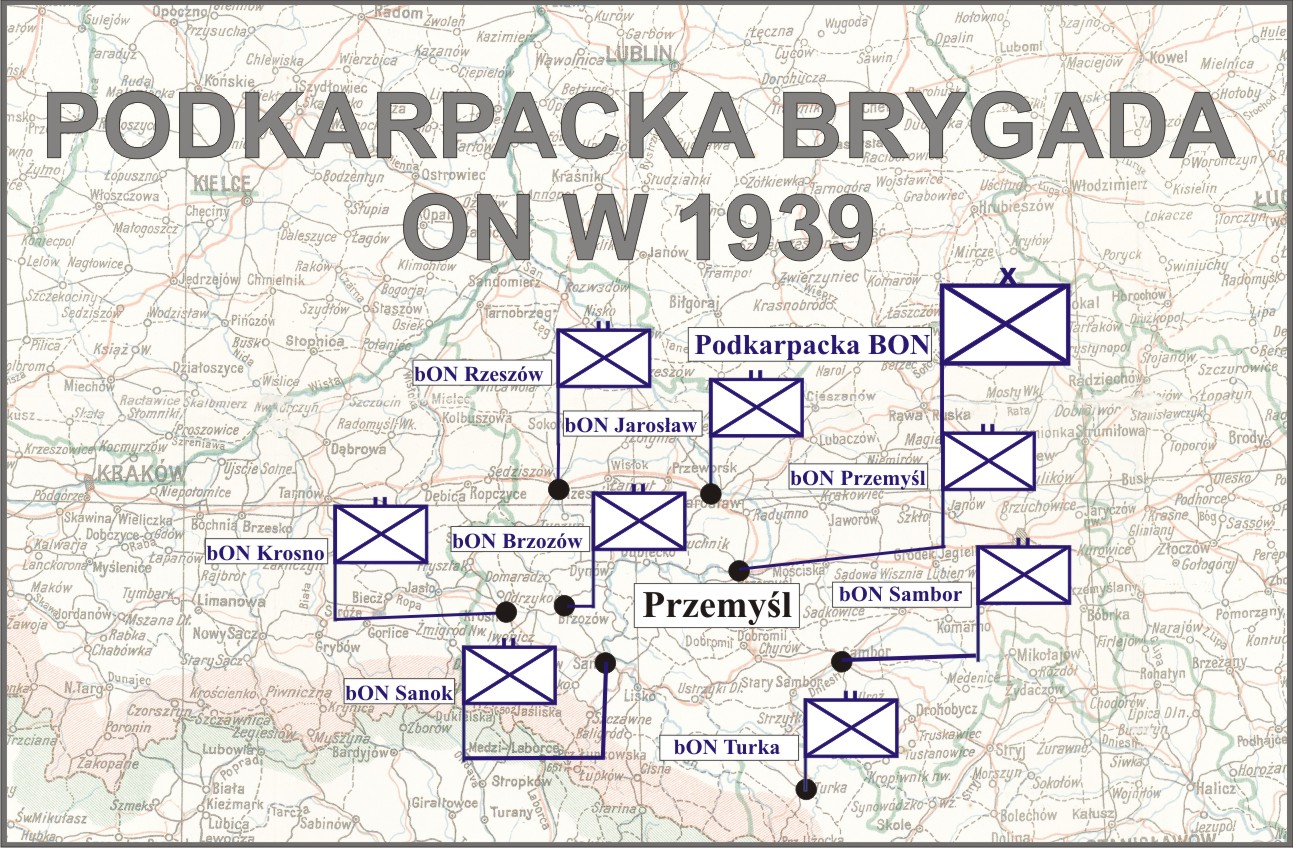
Podkarpacka Brygada ON

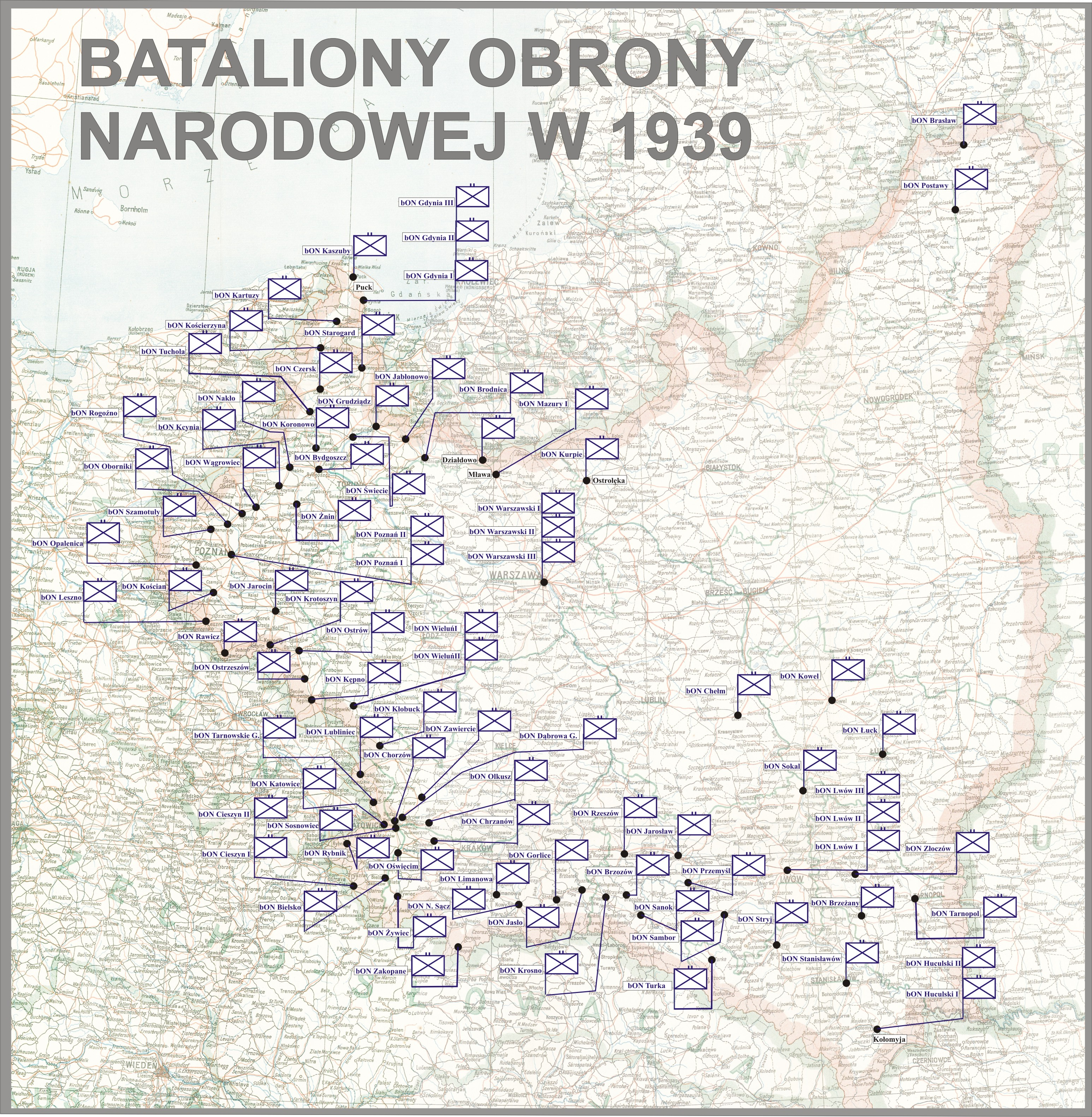
Obrona Narodowa w 1939

Jarosławski Batalion Obrony Narodowej (batalion ON „Jarosław”) – pododdział piechoty Wojska Polskiego II RP.

## Formowanie i zmiany organizacyjne
Batalion został sformowany na podstawie zarządzenia Ministra Spraw Wojskowych L.dz. 1135/Tjn. z 6 kwietnia 1938, w składzie Podkarpackiej Brygady ON, według etatu batalionu ON typu I.
Jednostką administracyjną i mobilizującą dla batalionu ON „Jarosław” był 39 pułk piechoty Strzelców Lwowskich w Jarosławiu
Latem 1939 zamierzano przeformować pododdział według etatu batalionu ON typu IV, lecz brak uzbrojenia nie pozwolił na realizację tego przedsięwzięcia.
Od lipca 1939 batalion wraz z macierzystą Podkarpacką Brygadą Obrony Narodowej wszedł w skład formowanego Pododcinka obronnego nr 3 „Sanok”. 27 sierpnia w związku z mobilizacją alarmową Jarosławski batalion ON został podporządkowany dowódcy 3 Brygady Górskich Strzelców powstałej z przemianowania pododcinka nr 3. W trakcie mobilizacji pod względem materiałowym uzyskał uzupełnienia z 39 pułku piechoty w Jarosławiu. Podczas mobilizacji młodsza kadra dowódcza i młodsi rezerwiści zostali wycofani z batalionu celem mobilizacji do jednostek liniowych. Uzupełniono batalion ochotnikami od lat 17 po przeszkoleniu w Przysposobieniu Wojskowym i starszymi rezerwistami do lat 42. Część młodszych oficerów i podoficerów zastąpiono starszymi oficerami rezerwy i stanu spoczynku. Batalion etatowo liczył ok. 400 żołnierzy i posiadał broń starego typu francuską w postaci kb i kbk, rkm i ckm. Do broni francuskiej posiadano niezbyt dużą ilość amunicji, granatów ręcznych wystarczyło dla 50% stanu. Batalion ON „Jarosław” w całości był od 15 sierpnia na ćwiczeniach w rejonie Komańczy.
Podczas drugiego przydziału broni dla formacji Obrony Narodowej w lipcu-sierpniu 1939 batalion otrzymał 130 sztuk karabinów Berthier wraz z 4500 szt. amunicji do nich, 12 sztuk lkm Bergmann wz.1915 wraz z 6000 sztuk amunicji do nich. Do końca nie jest pewne ile batalion otrzymał lkm, ile zdał do napraw lub ze względu na zużycie, przed rozpoczęciem działań wojennych. W zamian za przekazane lkm Bergmann wz.1915, batalion mógł otrzymał rkm Chauchat wz.1915 na amunicję produkcji francuskiej. Dodatkowo do batalionu przydzielono nieustaloną bliżej ilość garłaczy karabinowych typu VB.
Obsada personalna batalionu w marcu 1939 roku :
- dowódca batalionu – kpt. Władysław Bolesław Bochenek (*)[b]
- dowódca 1 kompanii ON „Jarosław” – kpt. Stanisław Kubarski (*)[b]
- dowódca 2 kompanii ON „Przeworsk” – kpt. adm. (piech.) Marcin Kosiński (*)[b]
- dowódca 3 kompanii ON „Lubaczów” – kpt. adm. (piech.) Wincenty Stanisław Loster (*)[b]

## Jarosławski batalion ON w kampanii wrześniowej
Batalion wszedł w skład pododcinka „Połonna” i został podporządkowany dowódcy 2 pułku piechoty KOP „Karpaty” ppłk. Janowi Zachodnemu. W związku z tym, zadaniem oddziału była osłona przełęczy karpackich na kierunku: Medzilaborce-Przełęcz Łupkowska-Radoszyce-Komańcza-Zagórz. Od chwili mobilizacji do 8 września batalion w tym rejonie prowadził prace inżynieryjno-fortyfikacyjne. Był wsparty przez pododdział saperski ze składu 4 pułku saperów z Przemyśla, który przygotował do wysadzenia tunel łupkowski i most na granicy słowackiej do Komańczy. Ponieważ planowano przygotowanie obrony na Sanie, 8/9 września batalion przegrupował się w rejon Zarszyna w celu zablokowania drogi Sanok-Rymanów. Po opanowaniu Rymanowa przez oddziały niemieckiej 1 Dywizji Górskiej. Ok. godz. 16.00 Jarosławski batalion ON dotarł do Sanoka następnie na rozkaz batalion wycofał się do Krościenka, który osiągnął 10 września o godz. 19.00. 1 kompania ON „Jarosław” pozostała jako ubezpieczenie na zachód od miasta. Po przełamaniu obrony batalionu Obrony Narodowej „Sanok” w Uhercach Mineralnych i batalionu Obrony Narodowej „Przemyśl” w Stefkowej oddział pościgowy „Geiger” z niemieckiej 1 Dywizji Górskiej zaatakował pozycje 1 kompanii i o godz. 23.00 wdarł się do Krościenka. Wywołało to panikę wśród żołnierzy batalionu, którzy w rozproszeniu wycofali się w kierunku Starzawy. Tam po uporządkowaniu szeregów, uszczuplony znacznie batalion wycofał się pod Chyrów, by 11 września znaleźć się w rejonie Starego Sambora. Następnie marszem przez Stary Sambor, Spas dotarł do Wołczy. Dowództwo 3 Brygady Górskiej Strzelców przeprowadziło reorganizację rozbitych batalionów ON i 13 września kpt. Władysław Bochenek sformował II batalion, który wszedł w skład 3 pułku strzelców górskich mjr. Wacława Wawrzyńca Majchrowskiego. Wziął on udział w natarciu na Stary Sambor przeciwko niemieckiej 57 Dywizji Piechoty (15-17 września). Działania te trwały do wieczora 17 września, kiedy to zgrupowanie płk. Jana Stefana Kotowicza otrzymało zadanie utrzymania Turki. Zadanie to batalion wykonał i 19 września na Przełęczy Użockiej przekroczył granicę węgierską.

### Obsada personalna we wrześniu 1939
- dowódca batalionu – kpt. Władysław Bolesław Bochenek
  - adiutant batalionu – por. rez. Henryk Wincenty Klimczyk
  - oficer gospodarczy – ppor. rez. […] Stec
  - lekarz – por. rez. lek. dr Władysław Michał Armeński
  - dowódca plutonu ckm –

- 1 kompania ON „Jarosław”
  - dowódca kompanii – ppor. kontr. Mieczysław Eugeniusz Szybkowski
    - dowódca I plutonu – ppor. rez, Wiesław Felicjan Porębski
    - dowódca II plutonu – ppor. rez. Czesław Bojarski
    - dowódca III plutonu – ppor. rez. Andrzej Błyszczak

- 2 kompania ON „Przeworsk”
  - dowódca kompanii – kpt. Marcin Kosiński
    - dowódca I plutonu – por. rez. Seweryn Przedzimirski
    - dowódca II plutonu – ppor. rez. Józef Wiktor Sroka
    - dowódca III plutonu – ppor. rez. Władysław Pilipiec

- 3 kompania ON „Lubaczów”
  - dowódca kompanii – kpt. Wincenty Loster
    - dowódca I plutonu – ppor.rez. Stanisław Łuczyński
    - dowódca II plutonu – ppor. rez. Józef Walenty Tuczyński
    - dowódca III plutonu – ppor. rez. Eugeniusz Siwak
    - szef kompanii – sierż. Romuald Sochajko